# Аверзивна терапија
Аверзивна терапија је посебна техника у оквиру бихевиоралне терапије која се користи за одвикавање од непожељног понашања. Састоји се у повезивању путем условљавања, таквог неприкладног понашања са аверзивним дражима. Аверзивне технике изазвале су веома критичке примедбе различитих струка, а социјалног рада посебно. Међутим, супротно распрострањеном веровању, у бихевиоралној терапији под појмом казне најмање се мисли на физичко кажњавање. Казна је најчешће губитак неке привилегије, осим у случајевима тежег маладаптивног понашања.